# Borneovuurrugfazant
De borneovuurrugfazant (Lophura pyronota) is een vogel uit de familie fazantachtigen (Phasianidae). De wetenschappelijke naam is voor het eerst geldig gepubliceerd in 1841 door George Robert Gray als Alectrophasis pyronotus. Het is een door habitatverlies bedreigde vogelsoort die alleen voorkomt op Borneo.

## Kenmerken
Het mannetje (de haan) is 47 tot 50 cm lang (staart 15 tot 18 cm), de hen is 42 tot 44 cm lang (staart 14 tot 16 cm). De haan is glanzend blauwzwart dooraderd met witte veertjes. Dit hoen is minder duidelijk gestreept en heeft roodachtige bovenstaartdekveren (in plaats van donkerblauwe). Verder is er weinig verschil met de  Maleise vuurrugfazant. Sommige auteurs beschouwen dit hoen dan ook als een ondersoort van de vuurrugfazant.

## Verspreiding en leefgebied
De leefgebieden van deze vogel liggen in ongerept of oud geregenereerd regenwoud in laagland met een voorkeur voor de nabijheid van veenmoerassen of rivieren.

## Status
Er zijn geen goede schattingen van het aantal volwassen individuen. Zeker is dat de populatie-aantallen afnemen, met meer dan 50% over de duur van drie generaties, door habitatverlies. Het leefgebied wordt aangetast door ontbossing, waarbij natuurlijk bos plaats maakt voor de aanleg van rubber- en oliepalmplantages en de aanleg van infrastructuur waardoor het leefgebied versnipperd.